# Alberto Soria
Alberto Soria (ur. 24 stycznia 1906 w Limie, zm. 23 czerwca 1980) – peruwiański piłkarz, reprezentant kraju, grający na pozycji obrońcy.

## Kariera klubowa
Soria urodził się w Limie i do 1924 występował w Club Teniente Ruiz. Następnym klubem w jego karierze była Alianza Lima. To z tym klubem czterokrotnie zdobywał mistrzostwo Primera División Peruana w latach 1927, 1928, 1931 i 1932. 
W 1933 przeniósł się do lokalnego rywala Allianzy, Universitario de Deportes. Zyskał przez to wśród fanów Allianzy pseudonim Judasz Iskariota. Był to pierwszy w historii transfer zawodnika z Allianzy do Universitario. 
Zaledwie rok później powrócił do Alianza Lima, w której to w 1938 zakończył karierę piłkarską. 

## Kariera reprezentacyjna
Soria w 1930 został powołany przez trenera Francisco Bru na Mistrzostwa Świata. Podczas tego turnieju wystąpił w spotkaniu z Rumunią. 
Pięć lat później znalazł się w kadrze na rozgrywany w Argentynie turniej Copa América 1937. Podczas mistrzostw wystąpił w pięciu meczach z Argentyną, Urugwajem, Brazylią, Paragwajem i Chile. Drużyna Peru zakończyła turniej w roli gospodarza na 6. miejscu. 
Łącznie w latach 1930–1937 wystąpił w 6 spotkaniach reprezentacji Peru.
| Mecze i gole w reprezentacji | Mecze i gole w reprezentacji | Mecze i gole w reprezentacji | Mecze i gole w reprezentacji | Mecze i gole w reprezentacji | Mecze i gole w reprezentacji | Mecze i gole w reprezentacji |
| #                            | Data                         | Miasto                       | Przeciwnik                   | Gol                          | Wynik                        | Rozgrywki                    |
| ---------------------------- | ---------------------------- | ---------------------------- | ---------------------------- | ---------------------------- | ---------------------------- | ---------------------------- |
| 1.                           | 14.07.1930                   | Montevideo                   | Rumunia                      |                              | 1:3                          | MŚ 1930                      |
| 5.                           | 27.12.1936                   | Buenos Aires                 | Brazylia                     |                              | 2:3                          | Copa América 1937            |
| 6.                           | 06.01.1937                   | Buenos Aires                 | Urugwaj                      |                              | 2:4                          | Copa América 1937            |
| 7.                           | 16.01.1937                   | Buenos Aires                 | Argentyna                    |                              | 0:1                          | Copa América 1937            |
| 5.                           | 21.01.1937                   | Buenos Aires                 | Chile                        |                              | 2:2                          | Copa América 1937            |
| 6.                           | 24.01.1937                   | Buenos Aires                 | Paragwaj                     |                              | 1:0                          | Copa América 1937            |

## Sukcesy
Allianza Lima
- Mistrzostwo Primera División Peruana (4): 1927, 1928, 1931, 1932